# Nicholas Rimmer
Nicholas Rimmer (* 1981 in Wigan, England) ist ein Pianist deutsch-englischer Abstammung. Sein Fokus liegt auf der Tätigkeit als Kammermusiker und Liedbegleiter.

## Werdegang
Die musikalische Begabung von Nicholas Rimmer zeigte sich  früh. Als Jungstudent ging er  auf das Royal Northern College of Music, Manchester. Dann studierte er Klavier bei Christopher Oakden an der Hochschule für Musik und Theater in Hannover und Musikwissenschaft an der Cambridge University und am Clare College. Dort war er auch Organist des Clare College Chors. Er komplettierte seine kammermusikalische Ausbildung bei Wolfram Rieger (Hochschule für Musik Hanns Eisler Berlin) und dem Alban Berg Quartett (Hochschule für Musik und Tanz Köln).
Rimmer konzertierte auf  Bühnen wie der Londoner Wigmore Hall, dem Münchner Gasteig, der Tonhalle Zürich und der Berliner Philharmonie. An der Oper Stuttgart begleitet er das Gesprächskonzert mit der chinesischen Geigerin Tianwa Yang.
Er spielte außerdem als Solist unter anderem bei den Hamburger Symphonikern, der NDR Radiophilharmonie, der Manchester Camerata und dem Auckland Philharmonia Orchestra.
Rimmer ist Gast bei verschiedenen  Festivals, unter anderem bei der Musikwoche Hitzacker, beim Heidelberger Frühling und beim Lucerne Festival. 2020 spielte er den Hammerflügel in Così fan tutte bei den Salzburger Festspielen (Musikalische Leitung: Joana Mallwitz, Inszenierung: Christof Loy).
Rimmer spielt fest im Trio Gaspard und Trio Belli-Fischer-Rimmer in der Besetzung Posaune-Percussion-Klavier. Zu weiteren Kammermusikpartnern zählen unter anderem Maximilian Hornung (Cello), Nils Mönkemeyer (Bratsche), Lena Neudauer (Violine), Jakob Spahn, Tianwa Yang (Geige), Gabriel Schwabe und das Streichquartett Quatuor Hermès.
Mit dem Percussionist Johannes Fischer spielt Nicholas Rimmer Live-Improvisationen zu Stummfilmen (u. a. Metropolis, Nosferatu).
Als Liedbegleiter und Mitgründer der Liederabendreihe 'Klangwerk Lied' arbeitet er mit Liedinterpreten wie Ronan Collett, Simon Bode, Sylvia Schwartz, Anna Lucia Richter und Katharina Persicke zusammen.
Nicholas Rimmer war an verschiedenen Hochschulen als Dozent tätig: am Royal Northern College of Music Manchester (2017–2019), der Hochschule für Musik, Theater und Medien Hannover (2010–2015) und der Hochschule für Musik und Darstellende Kunst Frankfurt am Main (2015–2017). Er hat Meisterkurse an der Shanghai University und in Nagoya (Japan) gegeben.
Seit 2020 unterrichtet er als Professor für Klavier und Korrepetitionslehre an der Hochschule für Musik Freiburg.

## Auszeichnungen
- 2011, Nominierung als ‚Nachwuchskünstler des Jahres‘ in der Kritikerrubrik des Fachmagazins Fonoforum[11]
- 2010, Preis des Deutschen Musikwettbewerbs, zusammen mit dem Leibniz Trio[1]
- 2009, Parkhouse Award in London, gemeinsam mit Nils Mönkemeyer[1]
- 2009, Echo Klassik für seine Einspielungen mit Nils Mönkemeyer[8]
- 2006, Preis des Deutschen Musikwettbewerbs als Klavierpartner von Nils Mönkemeyer[1]
- 2005, Birmingham Award for Accompanists (1. Preis für Liedbegleitung)[12]

## Diskographie
- Ludwig van Beethoven, Complete Works for Cello and Piano - 1, 2023[13]
- Ludwig van Beethoven, Complete Works for Cello and Piano - 2, 2023[13]
- Robert Schumann, Cello Concerto, Works for Cello and Piano, 2017[13]
- Heinrich Kaspar Schmid, Late Chamber Works, 2008[13]